# ألانس فارغاس
ألانس فارغاس (بالإسبانية: Allans Vargas)‏ (25 سبتمبر 1993 هندوراس - ) هو لاعب كرة قدم هندوراسي، يلعب كمدافع، شارك في كرة القدم في الألعاب الأولمبية الصيفية 2016.

## روابط خارجية
- ألانس فارغاس على موقع ناشيونال فوتبول تيمز (الإنجليزية)
- ألانس فارغاس على موقع Soccerway.com (الإنجليزية)
- ألانس فارغاس على موقع أوليمبيديا (الإنجليزية)